# 中部すこやか福祉センター

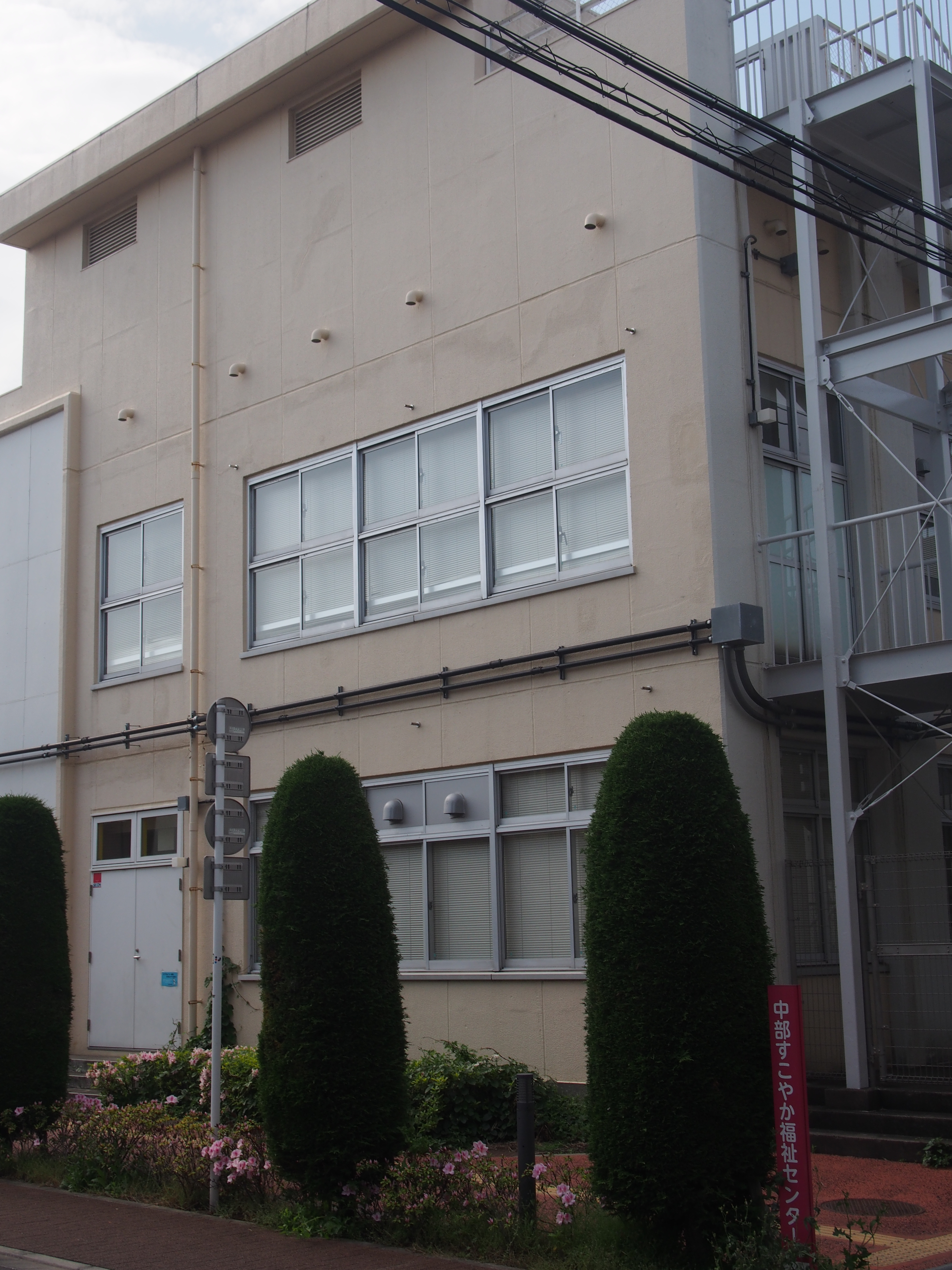
中部すこやか福祉センター

中部すこやか福祉センター（ちゅうぶすこやかふくしセンター）は、東京都中野区の各種福祉サービスを提供する施設である。2008年（平成20年）3月に閉校となった中野区立仲町小学校の跡地を活用し、2010年（平成22年）7月26日に開業した。
主に子育て、保健福祉、障害者、高齢者の4部門での支援活動を行っている。

## 所在地
- 〒164-0011　中野区中央3丁目19番1号

## アクセス
- 東京メトロ 丸ノ内線 新中野駅 - 徒歩約10分
- JR中央線（快速）・中央・総武線（各駅停車）・東京メトロ東西線 中野駅 - 徒歩約15分
- 中野駅より京王バス（渋64）または関東バス（宿05）「堀越学園前」バス停下車徒歩約5分

## 周辺
- 中野区立桃花小学校
- 中野区立谷戸小学校
- もみじ山文化センター
- 紅葉山公園